# No Esperaré Más (álbum de May Schuster)
No Esperaré Más es el primer álbum de la cantante y compositora chilena Consuelo Schuster, bajo el seudónimo "May". Se lanzó en 2009 bajo el sello discográfico Feria Music.

## Antecedentes
La cantante preparó su debut junto a Roberto Trujillo y Jaime Ciero, creando el álbum Besas Tan Mal en el 2008, pero no consiguió el respaldo necesario para ser publicado. Fue hasta el 2009 cuando Schuster firmó contrato con Feria Music y lanzó su material musical bajo el nombre No Esperaré Más.

## Lista de canciones
| N.º | Título              | Duración |  |
| 1.  | «No Esperaré Más»   |          |  |
| 2.  | «Sé Mentir»         |          |  |
| 3.  | «Guille»            |          |  |
| 4.  | «La Tonta Razón»    |          |  |
| 5.  | «Es Mi Juego»       |          |  |
| 6.  | «Besas Tan Mal»     |          |  |
| 7.  | «Mil Caminos»       |          |  |
| 8.  | «Nadie Más»         |          |  |
| 9.  | «Volví Para Amarte» |          |  |
| 10. | «No Te Rindas»      |          |  |